# Chiesa dei Santi Andrea e Mattia Apostoli
La chiesa dei Santi Andrea e Mattia Apostoli è la parrocchiale di Colloredo di Monte Albano, in provincia e arcidiocesi di Udine; fa parte della forania del Friuli Collinare.

## Storia
Si sa che a Colloredo fu edificata una chiesetta nel XIV secolo.
Detta chiesetta, ormai insufficiente a soddisfare i bisogni della popolazione, fu demolita all'inizio del Seicento per far posto all'attuale parrocchiale, costruita nel 1626 su progetto di Ciro di Pers.
Tra il 1979 e il 1992 la chiesa e il campanile, danneggiati dal terremoto del Friuli del 1976, furono completamente ristrutturati.

## Descrizione

### Interno
All’interno della chiesa si trovano un altare maggiore, costruito nel 1723, due altari laterali, un crocifisso ligneo risalente al XV secolo, una pala settecentesca raffigurante la Beata Vergine del Rosario e una Via Crucis, anch'essa del XVIII secolo.

### Campanile
Il campanile, costruito nel 1759, ospita un concerto di tre campane intonate secondo la scala di Sol3 Maggiore.
- la maggiore venne fusa dalla ditta Lucio Broili nel 1958 e suona un Sol3.
- la media venne fusa nel 1926 dalla fonderia De Poli di Udine e suona un La3.
- la più piccola, anch'essa fusa dalla ditta De Poli, risale al 1921 e suona un Si3.